# Dave Heath (Komponist)
David „Dave“ Heath (* 1956 in Manchester) ist ein britischer Komponist und Flötist.
Heath studierte Flöte an der Guildhall School of Music and Drama bei William Bennett und Edward Beckett. Im Alter von 17 Jahren komponierte er für den Flötisten Richard Blake Out of the Cool, ein klassisch durchkomponiertes Stück im Stil des Freejazz, das er später auch für den Geiger Nigel Kennedy und den Saxophonisten John Harle bearbeitete. Nach Rumania (1979), Coltrane (1981), Fight the Lion (1982) und Shiraz (für die Cellistin Caroline Lavelle) in ähnlichem Stil folgte mit Rise from the Dark ein Werk für volles Orchester. Für Kennedy und das Minnesota Orchestra komponierte er 1993 Alone at the Frontier, ein Violinkonzert, bei dem der Solist seinen gesamten Part improvisieren muss. Für die Perkussionistin Evelyn Glennie entstanden ebenfalls mehrere Werke, u. a. African Sunrise/Manhattan Rave (1993). Konzerte schrieb er auch für James Galway, Julian Lloyd Webber, Piers Lane, Clio Gould (Violinkonzert The Celtic) und Evelyn Glennie. 
Daneben trat Heath als Musiker mit verschiedenen Orchestern und mit Solisten wie Sting, Michael Kamen, Jerry Dammers, Robert Lockhart, Barrington Pheloun und Dominic Miller auf. Von 1993 bis 1996 war er Composer in Residence des BT Scottish Ensemble, daneben wirkte er 1994 in dem Programm Inspiration von BBC2 TV mit. Das Glasgow Celtic Connection Festival 1997 eröffnete er als Leiter des Scottish Chamber Orchestra mit Aly Bain und Karen Mathieson mit einem eigenen Arrangement von Phil Cunninghams The Highlands And Islands Suite.